# Telescopio Anna L. Nicke
El telescopio Anna L. Nickel es un telescopio reflector de 1 metro ubicado en el Observatorio Lick en el estado estadounidense de California.
La cúpula más pequeña del edificio principal de Lick albergaba originalmente el telescopio refractor Clark de 30,4 cm pulgadas de segunda mano, el primer telescopio que se utilizó en Lick. En 1979, fue reemplazado por el telescopio Anna L. Nickel, un telescopio reflector de 1 metro. El telescopio lleva el nombre de Anna L. Nickel, natural de San Francisco que donó 50 000 dólares, una gran parte de su patrimonio, al Observatorio.
El telescopio Nickel fue construido íntegramente por personal de la UC Santa Cruz y utilizó muchas piezas de repuesto, incluido un espejo de repuesto para el reflector Crossley. Mejoró la demanda de tiempo en el telescopio C. Donald Shane de 3 m  al asumir programas de investigación que no requieren la mayor potencia de captación de luz del Shane. Debido a su diseño óptico, puede utilizar los mismos instrumentos que el Shane, por lo que se pueden probar instrumentos en él.